# Генерал-Тошево
Генера́л-То́шево (болг. Генерал Тошево) — місто в Добрицькій області Болгарії. Адміністративний центр общини Генерал-Тошево.

## Населення
За даними перепису населення 2011 року у місті проживали 6928 осіб.
Національний склад населення міста:
| Національність   | Кількість осіб | Відсоток |
| ---------------- | -------------- | -------- |
| болгари          | 5821           | 90,1%    |
| цигани           | 447            | 6,9%     |
| турки            | 157            | 2,4%     |
| інша             | 22             | 0,3%     |
| не визначились   | 17             | 0,3%     |
| Всього відповіли | 6464           |          |

Розподіл населення за віком у 2011 році:
Динаміка населення:

## Відомі особистості
В місті народився:
- Пламен Манушев (* 1954) — болгарський військовий і політичний діяч.